# Ugo Morin
Ugo Morin (* 7. Februar 1901 in Triest; † 1. Januar 1968 in Padua) war ein italienischer Mathematiker, der sich insbesondere mit Algebraischer Geometrie befasste.

## Leben
Morin stammte aus einer italienischen Familie aus Mali Lošinj. Er studierte an der Universität Padua mit dem Laurea-Abschluss 1926 bei Annibale Comessatti, dessen Assistent er war. 1935 habilitierte er sich und unterrichtete in Padua und 1942 bis 1945 an der Universität Florenz. Ab 1946 war er Professor in Padua als Nachfolger seines Lehrers Comessatti. Im Zweiten Weltkrieg hatte er eine wichtige Rolle im italienischen Widerstand. Er war Mitglied der Partito d’Azione, die die Untergrundzeitschrift L’Italia Liberta herausgaben. Nachdem er sich im November 1943 gegen eine faschistisch gefärbte Rede des Rektors der Universität Padua wandte, musste er in den Untergrund. Er war im nationalen Befreiungskomitee für Padua und ab 1945 in dem von Venedig, dessen Präsident er im August 1945 wurde, nachdem er im April den Abzug der deutschen Besatzungstruppen ausgehandelt hatte.
Er veröffentlichte mehrere Mathematik-Schulbücher.

## Schriften
- Lezioni di Geometria. CEDAM, Padua, 4 Bände 1951 bis 1960.